# برونو رودريغيز
برونو رودريغيز (بالفرنسية: Bruno Rodriguez)‏ (25 نوفمبر 1972 باستيا فرنسا - ) هو لاعب كرة قدم فرنسي، يلعب كمهاجم، لعب 181 مباراة وسجل 51 هدف.

## مسيرته

### مسيرته مع الأندية
- 1993 - 1996 لعب مع نادي باستيا 61 مباراة سجل خلالها 23 هدف.
- 1996 - 1996 لعب مع نادي ستراسبورغ 14 مباراة سجل خلالها هدفين.
- 1996 - 2004 لعب مع نادي ميتز 15 مباراة سجل خلالها هدف.
- 1998 - 2000 لعب مع باريس سان جيرمان 13 مباراة سجل خلالها 6 أهداف.
- 1999 - 1999 لعب مع برادفورد سيتي مباراتين.
- 1999 - 2000 لعب مع نادي لانس 15 مباراة سجل خلالها هدف.
- 2000 - 2001 لعب مع نادي غانغون 29 مباراة سجل خلالها 12 هدف.
- 2001 - 2001 لعب مع رايو فايكانو مباراتين.
- 2002 - 2003 لعب مع نادي أجاكسيو 30 مباراة سجل خلالها 6 أهداف.

## روابط خارجية
- برونو رودريغيز على موقع قاعدة بيانات كرة القدم.إي يو (الإنجليزية)
- برونو رودريغيز على موقع ليكيب (الفرنسية)
- برونو رودريغيز على موقع Soccerbase.com (لاعب) (الإنجليزية)
- برونو رودريغيز على موقع عالم كرة القدم.نت (الإنجليزية)